# Prothema x-fasciatum
Prothema x-fasciatum es una especie de escarabajo longicornio del género Prothema, tribu Prothemini, subfamilia Cerambycinae. Fue descrita científicamente por Holzschuh en 2017.
La especie se mantiene activa durante los meses de mayo y junio.

## Descripción
Mide 10,1-11,9 milímetros de longitud.

## Distribución
Se distribuye por Laos y Vietnam.